# Povstání 18. března 1871

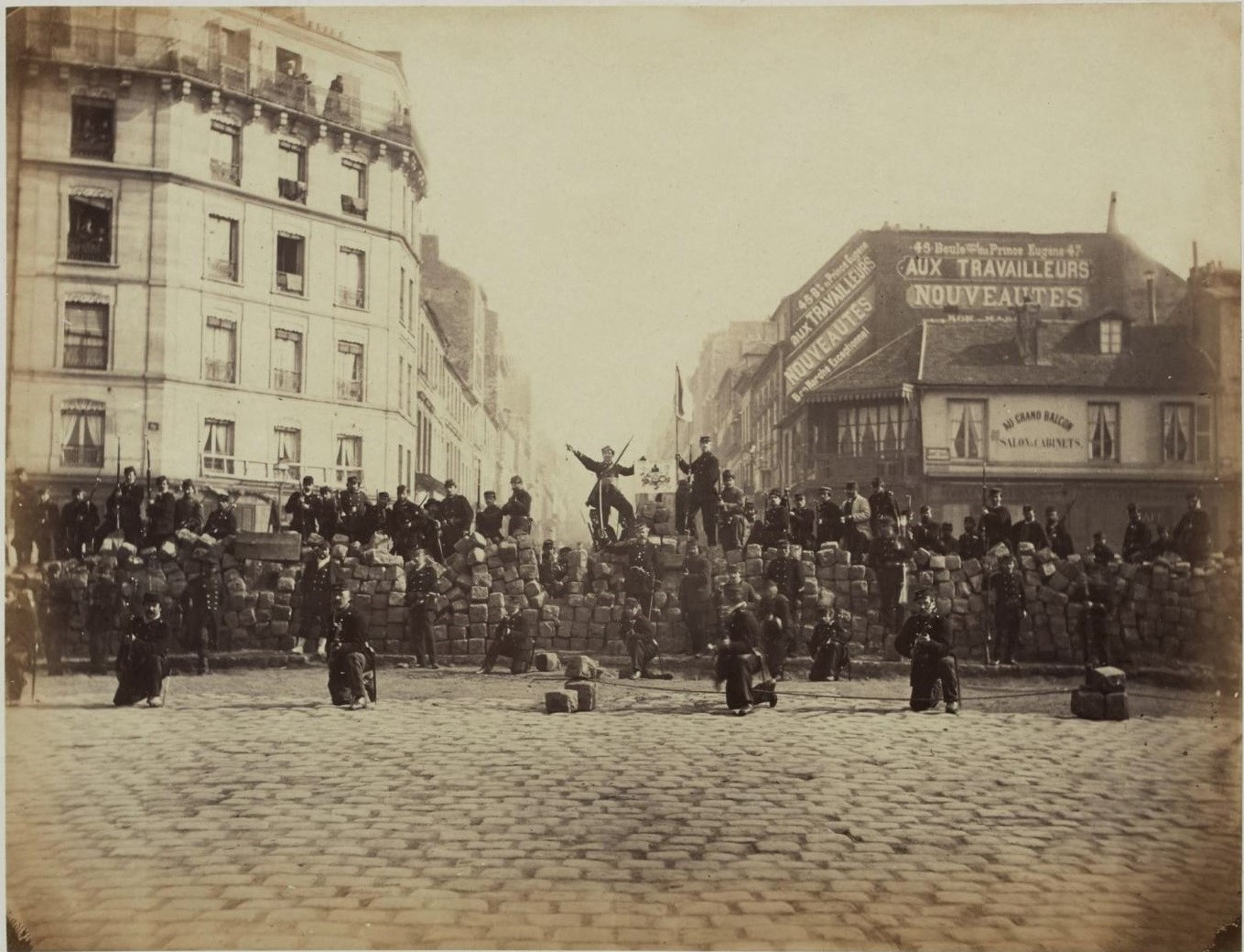
Barikáda 18. března 1871

Povstání 18. března 1871 byla reakce pařížských revolucionářů na rozhodnutí vlády Adolphe Thierse stáhnout zbraně a děla z města. Během 24 hodin vláda a její jednotky ustoupily do Versailles a přenechaly hlavní město povstalcům. Povstání znamenalo začátek Pařížské komuny.

## Kontext
Francouzsko-německá válka měla pro Francii katastrofální následky. Paříž byla od 18. září 1870 obléhána německými vojsky. Prozatímní vláda se pak rozhodla podepsat 28. ledna 1871 příměří. O měsíc později 26. února Národní shromáždění (uprchlé do Bordeaux) ratifikovalo mírovou smlouvu. Již během obléhání Paříže vyjadřovaly složky Národní gardy svou nespokojenost s průběhem operací a nedůvěru vládě, zejména ve dnech 31. října a 22. ledna. Dohoda o příměří stanovila částečnou okupaci Paříže, což popudilo Pařížany, kteří bránili město proti pruským armádám, a zvýšilo napětí. Tato okupace byla zkrácena na tři dny (1. až 3. března).
Následujícího dne zavládlo v Paříži výrazné rozrušení. Čtvrti Belleville a Ménilmontant musely být evakuovány mobilními jednotkami, aby se předešlo incidentům s některými prapory Národní gardy. Kasárna Republikánské gardy na rue Mouffetard, byla napadena. Federace národní gardy zároveň zřídila prozatímní výkonný výbor (budoucí ústřední výbor) a odmítla svého vůdce Aurelle de Paladines jmenovaného vládou.
V souladu s dohodou o příměří si Národní garda ponechala své zbraně a měla ve své úschově děla vyrobená během obléhání a zaplacená dávkami od Pařížanů. Ti se domnívali, že těchto 400 děl jim patří. Vláda se je několikrát pokusila získat zpět. Dne 8. března se jí nepodařilo násilně odstranit děla umístěná na Montmartru. Dne 16. března se pokusila násilně odstranit děla umístěná na Place des Vosges, ale znovu bez úspěchu. Několik starostů obvodů - Clemenceau, Tirard, Arnaud de l'Ariège, Henri Martin zasáhlo u ministra vnitra Ernesta Picarda, aby se vyhnul konfrontaci, ale ten nezasáhl.

## Přípravy
Vláda byla rozhodnuta obnovit svou autoritu v Paříži dříve, než se ve Versailles sejdou poslanci, do té doby umístění v Bordeaux. Národní shromáždění zároveň přijalo řadu opatření, která byla u obyvatelstva nepopulární, např. zrušení moratoria na nájemné a denní plat národní gardy.
Večer 17. března Adolphe Thiers shromáždil Radu ministrů na ministerstvu zahraničních věcí za přítomnosti starosty Paříže Julese Ferryho, policejního prefekta Valentina a generálů Aurelle, šéfa Národní gardy a Josepha Vinoye, vojenského guvernéra Paříže. Bylo rozhodnuto odstranit děla, která byla umístěna v Belleville a Montmartre. Děla nebyla hlídaná. Generál Vinoy umístil své sídlo v Louvru.
Brigády generálů Paturela a Clauda Lecomta pod rozkazem divizního důstojníka Bernarda de Susbielle, o síle přibližně 4000 mužů, složené z liniových pluků, republikánských gard, ozbrojených mírových stráží, se puškami, měly pochodovat na Montmartre. Pěchota, jezdectvo a dělostřelectvo zůstanou v záloze.
Divize generála Josepha Farona o síle 6000 mužů, složená z liniových pluků, republikánských gard, ozbrojených mírových jednotek, s kulomety a dělostřelectvem, se měly zmocnit Buttes-Chaumont, aby ovládla Bellevile a Ménilmontant, obsadit severní a východní nádraží.
Divize generála Maud'huye měla obsadit radnici, Place de la Bastille, Île de la Cité, Pont d'Austerlitz a přístav de l'Arsenal.
Generál Louis Ernest Valentin, policejní prefekt, měl v kasárnách Lobau a na Cité umístit republikánské gardy, liniové a jezdecké pluky a ovládnout Tuileries, Concorde a Champs-Élysées.
Ve škole na rue Basfroi v 11. obvodu měli v té době službu pouze tři členové ústředního výboru Národní gardy.
Záměrem Adolphe Thierse, který celou akci vedl, bylo nejen získat zpět děla, ale také zatknout revoluční vůdce.

## Průběh
Dne 18. března ve tři hodiny ráno se vojáci vydali do města, kam dorazili před 6. hodinou, ale koně a spřežení dorazily později a stahování prvních děl začalo nabírat zpoždění. Obyvatelé, kteří se probudili, se spojili a dorazila ozbrojená národní garda. Ústřední výbor, upozorněný na pohyb vojsk, vyvolal poplach v 11. obvodu a nařídil stavět barikády.
Kolem 8. hodiny se vojáci 88. pěšího pluku spojili s obyvatelstvem. Generál Lecomte se tomu snažil zabránit, nařídil střílet do davu, ale jeho vojáci stříleli jen do vzduchu. V 9 hodin byl generál zajat a odvezen do Château-Rouge, zatímco 80 četníků, kteří ho bránili, bylo odvedeno na radnici 18. obvodu. Vojska generála Paturela se rozpadla. Část rezerv generála Subvielleho, umístěná mezi náměstím Pigalle, bulvárem a náměstím Clichy, se také přidala k Pařížanům. Svornost Ústředního výboru Národní gardy posílili delegáti, kteří dorazili z jejich dosud klidných čtvrtí.
Kolem 10. hodiny se informace dostaly k vládě. Ta se dozvěděla, že jednotky generála Farona přecházejí na stranu obyvatel a opouštějí své posty. Na předměstí Saint-Antoine v Ménilmontantu jsou barikády. Vláda a vrchní velitel Národní gardy, generál Louis d'Aurelle de Paladines, se pokusili zorganizovat ofenzívu tím, že se spoléhali na národní gardisty z buržoazních čtvrtí Centre a na západě hlavního města. Z očekávaných 12 000 jich na výzvu zareagovalo necelých 600 a když zjistili, že se jich sešel tak nízký počet, vrátili se domů. Také generál Vinoy, guvernér Paříže, rozhodl o evakuaci ze čtvrtí na levém břehu Seiny a stažení jednotek do Vojenské školy.
Kolem 13. hodiny byl generál Lecomte převezen na Montmartre na příkaz místního výboru pro ostražitost. Byl napaden slavícím davem a jeho vlastními vojáky. Spolu s ním byl uvězněn i generál Jacques Léonard Clément-Thomas, jeden z velitelů krvavých represí po povstání v červnu 1848, který byl poznán, i když byl v civilu. Kolem 14. hodiny Ústřední výbor Národní gardy nařídil, aby se všechny prapory shromáždily na radnici. V té době měli povstat v rukou Montmartre, nádraží Sceaux, radnici 14. obvodu, nádraží Orléans, Jardin des plantes, Palais du Luxembourg, radnici 5. obvodu.
Kolona z Montmartru postupovala směrem k Place Vendôme, kde se nacházelo velitelství Národní gardy.
Kolem 15. hodiny byla vláda rozdělena v otázce dalšího postupu: buď opustit Paříž a vrátit se posilami nebo zorganizovat odpor v západních čtvrtích. Thiers, znepokojený národní gardou, která pochodovala před ministerstvem, kde zasedala vláda, se rozhodl odjet z Paříže do Versailles a nařídil úplnou evakuaci jednotek a odchod všech státních zaměstnanců.
K večeru na Montmartru zuřící dav zaútočil na stanoviště na rue des Rosiers kde se nacházeli generálové Lecomte a Clément-Thomas, kteří byli popraveni, navzdory zásahu Armanda Herpin-Lacroixe a Simona Meyera z výboru pro ostražitost a také starosty 18. obvodu Clemenceaua. O něco později stejnému osudu unikl jen o vlásek generál Alfred Chanzy. Radnici, kde se Jules Ferry snažil organizovat odpor, vojáci opustili.
Kolem 20. hodiny bylo opuštěné velitelství Národní gardy na Place Vendôme v rukou rebelů a radnice byla v obklíčení. Ústřední výbor vydal rozkaz stavět barikády a neútočit. Prapor obklopující radnici se stáhl. Jules Ferry dostal rozkaz opustit radnici. Kolem 23. hodiny byla obsazena i radnice, kde se usídlil ústřední výbor Národní gardy.

## Následky
Navzdory konečnému smírčímu jednání vedeném pařížskými volenými představiteli (starosty a poslanci) nastal naprostý rozkol mezi legální vládou a povstalci. Následující den vláda přijala opatření k izolaci komunikací mezi Paříží a okolím. Potlačení pařížské komuny a provinčních komunálních povstání byl stanoven na 18. března 1871, i když k prvním bojům došlo až v posledních dnech března.
Ústřední výbor ze své strany obsadil radnici pod vedením Édouarda Moreaua, který přesvědčil své kolegy, aby zorganizovali komunální volby proti menšině blanquistů, která chtěla bez prodlení pochodovat na Versailles.
Po tomto povstání povstalo také několik francouzských měst, např. Marseille, Narbonne, Saint-Étienne, Le Creusot,Besançon, Toulouse, Perpignan, Le Havre, Grenoble, Bordeaux, Nîmes, Limoges, Périgueux, Foix, Rouen aj.